# 4,6-二苯并呋喃二甲酸
4,6-二苯并呋喃二甲酸是一种有机化合物，化学式为C14H8O5。它可由二苯并呋喃锂化（正丁基锂/四甲基乙二胺）后与二氧化碳反应得到。它和氯化亚砜反应，可以得到4,6-二苯并呋喃二甲酰氯。